# 千鳥かなめ
千鳥 かなめ（ちどり かなめ）は著者：賀東招二、イラスト：四季童子のライトノベル『フルメタル・パニック!』およびそれを原作とする漫画、アニメに登場する架空の人物であり、同作品のヒロインである。
声優は、アニメ版ではゆきのさつき、CDドラマ版では氷上恭子が担当した。

## 人物
プロフィール
物語開始時は都立陣代高校に通う高校2年生（のちに退学）。生年月日は、1981年12月24日（アニメ版は1984年生まれ）。同作の主人公相良宗介の観察と地の文によると、身長165cm・体重49kg（アニメ版のミスリルによる報告書では、身長166cm・体重50kg・B88cm・W59cm・H87cm）。アメリカからの帰国子女であるため英語も話せる。
陣代高校生徒会では副会長、同2年4組では学級委員を任されていた。ルックス、スタイル共に良く、成績も平均より良い（作中、ウィスパードとしての力が目覚めたため、理数系科目の成績が急上昇した）。
呼び名
ミスリルが彼女に付けたコード名は、“エンジェル”。アマルガムが付けたコードネームは、“ヨブ”である。ソ連側関係者はローマ字表記をロシア語読みし“タイドリー・カヌム”と呼称していた。
陣代高校生徒会では抜群のルックスに反して、歯に衣着せぬ物言いとその過激な性格が災いし、「恋人にしたくないアイドル・ベスト・ワン」の称号を持つ。
名前の「かなめ」が表すとおり、本作における「要」となる人物であり、作中の時間軸世界における「キーストーン」(要石)となる存在である。
性格・言動
活発で行動的な性格。思ったことをはっきりと口にするストレートな気質を持つ。本編序盤ではやや危機意識に欠け、不用心な行動をしてしまうこともが多かったが、後述のウィスパリングの特異性により困難を乗り越えてきた。中盤まではトラブル遭遇時においても決して諦めないという芯の強さ、切り替えの速さをみせていたものの、ウィスパード能力の覚醒と共に知能が上昇し、現実的な判断をするようになり、諦めてしまう事が多くなった。
恋愛事情に関しては通常の高校生と同じように臆病な面も見せるが、本人曰く、それが元でいつも後悔している。
平和な日本社会での生活に馴染むことが出来なかった宗介の手助けをする優しさがある一方で、思い込みが激しく、自己中心的な人物としても描かれており、作中で指摘されることがある。
自分が悪い事は悪いと認識する事はあっても、なかなか素直に謝る事ができず、しばしば問題を引き起こす。何か都合が悪いことがあったり、ごまかしたいことがあったりすると「う、うはははは…」と、わざとらしく乾いた笑い声を上げる癖がある。
前述の通り、中盤以降は作中での深刻な事態に対し、精神的に弱い一面が目立っており、しばしば味方の脚を引っ張る事となる。
趣味・嗜好
オハイオ屋のトライデント焼きが好物で、ドクターペッパーを愛飲する。一部でカルト的な人気を得ている時代劇ドラマ「蜘蛛同心」など、マニアックな特撮時代劇を見るのが趣味。幽霊が苦手。巨人とジェームス・ブラウンのファン。
家族
父親（シュンヤ・漢字不明）は国連の高等環境弁務官であり、妹のあやめと共にニューヨークに住んでいる。妹のあやめとはわだかまりが見られる。母親（シズ・漢字不明）は癌で死去している。父が多忙のために母の最期を見取るのに間に合わなかった一件から、父との関係は悪化している。
母方の祖父として、小村修二郎が存命。彼は第二次世界大戦中、第302哨戒中隊に所属しており、階級は中尉だった。ただし、かなめの両親は駆け落ち同然で結婚したらしく、小村家と千鳥家はほとんど絶縁状態になっていたが、短編では宗介の活躍により孫との再会を果たした。修二郎の気質はかなめと良く似ており、宗介は彼に初めて会ったとき、彼女を連想している。
短編におけるツッコミ
短編ではハリセンを常備しており、宗介がいき過ぎた行動や非常識な行動をとった際などのツッコミに用いている。ただし、作中でそのハリセンをどこにしまっているのかは語られていない（アニメ第1期8話と第2期1話において、一度通学カバンの隙間からハリセンを抜き出す描写がある）。これについては宗介も一度質問したことがあったが、「うるさい!」の一言で封じられている。
フルスイングで行使されるハリセン以外にも、様々な身の回りのモノをその豪腕で振り回す、マニアックなプロレス技などを駆使するなどして宗介にツッコミを入れている。
長編『戦うボーイ・ミーツ・ガール』の表紙でもハリセンを持ったかなめが描かれているが、長編シリーズではハリセンが一度も出てきたことは無い（ただし、作中のイラストにはハリセンが出てきたことはある）。

## ウィスパード
「ウィスパード」と呼ばれる人間の一人であり、その能力を欲する様々な組織や企業から狙われている。時として、その能力が窮地を脱する鍵となることもあるなど、物語の核となる人物である。作中でウィスパードとしての能力が目覚めるに連れ、知能が飛躍的に上がり、周囲の人間との知能に大きな差が生じていき、レナード・テスタロッサと同様に周囲の人間を見下し始めるようになっていく。
『せまるニック・オブ・タイム』にてウィスパードの誕生の情報が明らかになり、かなめはその発生原因であるタウ波の影響を最も強く受けており、『ブラックテクノロジー』を過去へ送っているのは別の未来の彼女であることが明らかにされている。これまで彼女が異常な運の良さで生き残れて来られたのは、彼女自身がこの世界が誕生（もしくは分岐）した原因、つまり生きた特異点であるからで、かなめ自身は「ささやかれる者（ウィスパード）」ではなく「ささやく者（ウィスパリング）」だと判明した。
もっとも優秀なウィスパードではあるが、あくまで一般人であろうとし、『レーバテイン』の「妖精の羽」の基礎理論を作った以外はミスリルに対してブラックテクノロジーそのものは提供していない。

彼女やテッサは「共振」と呼ばれる思考の共有が可能で、『揺れるイントゥザブルー』では指令室に監禁されたテッサから指示を受け『トゥアハー・デ・ダナン』の心臓部『レディ・チャペル』に設置されていたTAROSを用いてガウルンから管理権限を奪い、その後の宗助達の反撃を支援する活躍を見せた。
ソフィアに精神を乗っ取られた後はブラックテクノロジー最大の技術とも言える『TARTAROS（オムニ・スフィア転移反応時空通信変容炉）』の技術を開発した。

## 生い立ち
中学校まではニューヨークで生活しており、その後日本の学校に転校してきたいわゆる帰国子女。なお、アメリカでの生活が長かったことから英語を話せるが、自身の英語について「錆び付いている」という記述があり、若干会話能力が落ちている。日本に帰ってきてからはほとんど英語を使っていなかった。
アメリカでの生活が長かったためか、YES・NOのハッキリした歯に衣着せぬ習慣がついており、そのせいで日本の中学では周囲のひんしゅくを買っていた。その具体的な内容は明かされていないが、彼女はそれを“陰湿なノリ”や“最低だった”、“死にたいと思った”と言葉少なに語っている。もっとも、中学時代には悲惨な思い出しかなかった訳でもなく、好意を寄せていた1学年上の男子生徒との数少ない交流に関しては、勇気が出せず告白できなかったことも含めて、甘美な思い出として残っている。
陣代高校に入学してから、常盤恭子をはじめとする友人と出会う。本人曰く陣代高校に入って環境がガラリと変わって、幸せに感じているとのこと。

## 作中の行動

### 戦うボーイ・ミーツ・ガール
転入してきた当初の宗介については、その素性や目的を知らなかったこと、何より連日自分に付きまとう行動に大変な迷惑を感じていた。一方で、嫌らしさを一切感じさせない真摯でひたむきな宗介の眼差しに、嫌悪感を持ち切れずにもいた。しかし自分のマンションのベランダで自分の下着を弄びながら同級生と話し込んでいた宗介を見て激怒。落胆と憤怒から、宗介を毛嫌いするようになる。
数日後の修学旅行で、かなめの学年が乗る旅客機がハイジャックされる。犯人グループの目的はウィスパードと思しきかなめの入手であるが、その時点での彼女はそれを知らされないまま連れ出され、様々な検査を受けることになる。そして本来の任務のために動き出した宗介に助け出され、これまでの宗介の行動や、自分の置かれる立場について聞かされる。始めは半信半疑だったかなめも、激化する戦闘や宗介の高水準な戦闘技術を目の当たりにし、次第に現実を現実として受け入れてゆく。
何の知識も技術も持たない一般人のかなめであったが、自己犠牲を決断していた宗介とクルツを不屈の鼓舞によって説得。皆で生きて帰ることを、両名にも決意させる。田んぼに炎で描いた文字により、ミスリルの監視衛星に救援を求めるアイデアを思い付いた彼らはそれを実行。結果この救援要請は届き、宗介の下にラムダ・ドライバを搭載した最新ASアーバレストが届けられる。なお、このことで以降かなめは、宗介にとって命の恩人となる（ただしかなめにそういった自覚はない）。
ガウルンが駆るアーム・スレイブを相手に宗介が苦戦する最中、かなめのウィスパードとしての能力が顕現。ラムダ・ドライバに関する皮相的な知識と、その対処法、使用法について宗介に助言し、宗介を勝利に導く。強敵を撃破したことで追っ手を振り切ることができたかなめ達は、無事ミスリルに救出された。
この事件以降、本人の希望もあり、「千鳥かなめはウィスパードではなかった」という偽情報を流し、安全を確保した上でとして陣代高校での学校生活を続けることになり、「保険」としてかなめの護衛となった（正確には囮）宗介と仮初の平和を謳歌する事になる。この一件以降、宗介のことを「相良君」ではなく下の名前で呼び捨てるようになる。

### 疾るワン・ナイト・スタンド
些細なことでつい宗介に怒りをぶつけ、謝罪の意味を含め夕食を届けたところお風呂上りのテッサと初対面し勘違いする。宗介はテッサを自身の上官であると主張するもかなめは聞き入れずにいたところ、テッサがつれてきた少年「タクマ」を奪還するためにテロリストの襲撃を受け学校に退避していたがテッサもろとも捕まってしまう。
その後、テロリストのアジトにてカリーニンと初対面を果たし、カリーニンがテッサに敬意を払っていることや自身の上官であることを聞きテッサが宗介の所属する傭兵部隊「ミスリル」の大佐であることを知る。
宗介はマオやクルツともにアジトを襲撃し、かなめやテッサを回収し脱出したものの、敵のASベヘモスの襲撃を受け、その制圧のため宗介はアーバレストに搭乗して戦うが苦戦していた。その最中、テッサと共振しテッサから教えられたラムダ・ドライバの冷却ユニットの正確な位置を宗介に指示しベヘモスの撃破に貢献している。

### 揺れるイントゥ・ザ・ブルー
宗介に「二人で南の島に行こう」と誘われ、浮かれ気分で当日を迎えたかなめであったが、目的地である「南の島」がミスリル西太平洋戦隊の拠点である「メリダ島基地」だと分かり、宗介はテッサに頼まれただけなのだと感じ、かなめは意気消沈する。さらにメリダ島へ向かう途中、事件が起こったために、結局、強襲揚陸潜水艦トゥアハー・デ・ダナンへ宗介に強引な方法で連れて行かれる。最初は不機嫌だったが、乗組員から敬意をもった歓迎をされ、潜水艦の誕生日を乗組員たちとともに祝う。
その後の任務を遂行しきれず、苛立っていた宗介に「かなめの護衛は厄介事だ」と言われてひどく落ち込むが、ガウルンに乗っ取られた潜水艦の主導権を奪い返すために艦内のレディ・チャペルへ向かい、潜水艦の“頭脳”となって艦を窮地から救う。事件が解決し、艦のドッグがあるメリダ島に到着、日本に帰る飛行機に乗り込む直前に、宗介が本当にかなめを連れて来ようとしていた秘密の場所に案内され、幸せな時間を彼と過ごす。

### 終わるデイ・バイ・デイ
相変わらず、学内で問題を引き起こす宗介だったが、試験期間中にもかかわらず、任務でシチリアに赴いた宗介を何処にいるのかもよく分からないまま、落第しないか心配するかなめ。作戦後、マオの言葉に思うところを感じた宗介は、恭子とかなめに言われるまま、床屋での散髪に初挑戦するが、刃物がチラつく環境に耐え切れず、いつも通りの失態を演じる。呆れかえるかなめだったが、自宅で散髪の続きを申し出、慣れない手つきながら宗介の髪を切る。彼の仕事と「敵」について尋ねるかなめだったが、「ソースケのことは、ちゃんと信頼してるから」と告げる。しかし、その直後、宗介に対しミスリル司令部から、かなめの護衛任務の解除が通告され、深い憤りを見せながらも彼はセーフハウスを撤収する。そのことを知らないままのかなめは、不自然な違和感を覚える。監視者の存在に気付いたかなめは、そのまま、宗介の存在が消えたことを知った。
折りしも、香港では謎のASが破壊行為を繰り返していたが、かなめは謎の監視者の痕跡を見つけられず、一計を講じ、相手の正体も知らないまま対決を決意する。だが、その最中、ガウルンの命を受けた暗殺者に襲われて逃亡する。かなめが暗殺されそうになる寸前に、レナード・テスタロッサが「アラストル」と共に現われ、暗殺者を殺害し、かなめのファースト・キスを奪う。宗介の不在を恨むと共に、散髪の時に彼とのチャンスを自らの臆病から無にしたことを悔やみつつ、かなめは悪足掻く事を決意し、監視者（レイス）の助命を、キスを奪ったことを許す条件にレナードに認めさせる。
レイスの助けを借り「告白」の決意を持って香港の宗介の許に向かうが、己の臆病から告白できず、つい、「学級委員だから」と、口走ってしまう。しかし、いつもの暴力を伴う叱咤激励が、自分を見失っていた宗介の心を救うことになる。自暴自棄になっていた宗介は、アーバレストに搭乗出来る精神状態に復活し、勝利に導く。

### 踊るベリー・メリー・クリスマス
戦うボーイ・ミーツ・ガールにおいて、修学旅行が潰れてしまった陣代高校2年生に、三島記念教育財団から豪華客船《パシフィック・クリサリス号》によるクリスマス・イブから一泊二日のクルージングがプレゼントされた。これに応じた陣代高校だったが、《パシフィック・クリサリス号》がシージャックされる憂き目に再びさらされる。実は、シージャック犯はテッサ曰く“素材にこだわる解放戦線”略して“ソザ解”こと、ミスリルの面々だった。
宗介がクルージングに参加しなくなった理由をレイスを通して調べたかなめだったが、勝手な思い込みで宗介を無視するなど、徹底して宗介を突き離す。それでもメールで任務の連絡をしようとする宗介に「メールは見たからもう話掛けるな」という嘘をつく。そして、誤解したまま迎えたクルージング当日に再びアマルガムの手が船上の彼女に迫る。

### つづくオン・マイ・オウン
シージャック事件から数週間後、再びアマルガムに狙われた事で、自分が周囲の人間を危険に晒す事を自覚しつつも、かなめは未だに日常を捨てられずにいた。ある日、学校帰りに家の中で待っていたレナード・テスタロッサから最終警告を受け、さらに今の生活を捨て自分と一緒に来るように提案される。これを断った次の日、これまでかなめの意思を尊重し東京での生活を優先していたミスリルだったが、かなめの安全を考え、彼女を東京から離れさせようとしたが、時を同じくして、アマルガムのミスリルへの総攻撃が開始され、かなめの奪取を目論む襲撃により、宗介とかなめは、逃げ場を失う。そして東京都がクラマを中核としたアマルガムの武装集団に襲われ、陣代高校と全校生徒とかなめに近しい人間であったことから常盤恭子とが人質にされたことを知る。
かなめも陣代高校のクラスメイトも失いたくない宗介は無茶を承知で両方助け出すことを決意する。宗介はかなめに協力を要請するも、かなめから見た宗介の知能の低さに苛立ち、酷い暴言を吐いてしまう。結果かなめの協力を得られなかった宗介はたった一人でアマルガム武装集団と戦い、レイスの協力もあって人質を救出することに成功するが、恭子が流れ弾に当たり、重傷を負ってしまう。宗介もレナードに追い詰められ、アーバレストも大破する。
最終的に宗介の助命と引き換えに、レナードと共に行くことを決意する。

### 燃えるワン・マン・フォース
レナードの下で優雅な生活を送っているが軟禁されており、夢のなかで（宗介がウィスパードだと推測した）ナミと邂逅し、宗介が無事であり、自分を救出しようとしていることを知覚し涙を流す。

### つどうメイク・マイ・デイ
相変わらずレナードの下に軟禁されており、逃げ出す事すらしない無気力な生活を送る。しかし、ひょんなことから宗介の健在を知り、無気力な憤りを鬱積さつつも、強い自分を取り戻そうする。終盤、メキシコの隠れ家を発見し襲撃を行った宗介から撤退する直前にレナードから最後のチャンスとして、レナードを殺して逃げる機会を与えられるが、人を殺すことへの恐怖から彼の足元さえ撃つことが出来ず、自分の弱さを認識し苦悩する。しかし、事故により銃が暴発し、レナードが被弾。動揺から動くことが出来ず宗介との再会を目前にして再び諦めてしまう。カリーニンに無線機を借り、宗介への無線ごしの別れの言葉を交わそうとするが、やはり宗介に会いたい気持ちが勝り、どんな困難があっても助けに来いと命令する。また、屋敷には「妖精の羽」の基礎理論の入ったハードディスクを残していた。

### せまるニック・オブ・タイム
負傷したレナード・テスサロッサの下に変わらず軟禁されているが、扱いが悪くなり消耗していた。実験都市ヤムスク11に向かうヘリの中、偶然にもレモンの命を救う形となり、レモンから宗介の安否を知り、かなめは涙する。
ヤムスク11での戦闘でヘリが撃墜されたが、彼女はいつもの強運（宿命とも言える）で生き残り、レモンとともに脱出を図る。その途中宗介とはぐれたテッサと再会、深奥部を目指すが、TAROSに残されていた被験者の残滓に触れた彼女は被験者であるソフィアに肉体に乗っ取られ、テッサと宗介を射殺した（ただし、かなめの認識の中の出来事で、現実には起きていない）。以後は、ソフィアが活動することになる。

### ずっと、スタンド・バイ・ミー
ささやき＝ソフィアに乗っ取られ、メリダ島でTARTAROSによる世界修正を行おうとするが、直後に聞こえてきた宗介の罵倒に憤慨してソフィアを押しのけて覚醒。しかし、ソフィアに宗介たちの窮地を見せられ、世界を修正しかけるが、宗介との今までの思い出をなかったこととすることを許容できず、世界修正を拒否し例え暗い未来が待っていようとも宗介に出会ったこの世界を選び、レナードたちの計画を破綻させる。
その後、カリーニンに連れ去られ、ヘリに乗せられるが、宗介の抵抗で貨物ごと投げ出され、気絶した所をテッサに発見される。核ミサイルが迫る中、カリーニンとの最後の決着を付ける宗介を残し、気絶したままメリダ島を脱出させられる。二週間以上、原因不明の意識不明の状態が続いたが、ある朝突然回復し、退院。東京へ戻る。かなめ本人は留年しているが、卒業式が行われた陣代高校にて、核ミサイルで死んだはずの宗介と再会。数百人が見守る中、メキシコでの約束どおり宗介とキスを交わした。
ソフィアの意識が沈んだため、今後、新たなささやきが聞こえることは無くなった。しかし高度に発達した知能は変わっておらず、これまでに発現した数々のブラックテクノロジーは、他のウィスパード同様にかなめの頭の中にあるため、今後も狙われる可能性が高いとされている。

### その後
本編の十数年後の『フルメタル・パニック! アナザー』には登場していないが、短編でメリッサ・マオと昔の仲間との会話から宗介と結婚して、子供が生まれたことが語られている。
本編から更に20年後の『フルメタル・パニック! Family』では重病を患い、数年の入院生活を経て回復し、家族との生活を再開している。ヤンの警備会社オーナーを始めとして複数の会社を運営しており、実質相良家の稼ぎ頭となっている。自分自身の機密情報や夫の過去の柵から武装勢力に襲撃を受けることも多く、普段は偽名を使っての転居を繰り返している。
また、宗介が『万が一の為』の手段としてアズール・レイヴンを転々とする自宅の側に隠していたことを知らされておらず、娘の夏美がアズール・レイヴンを含めたアーム・スレイブの操縦法を宗介から教わっていたことも聞いていなかった。

## メディアミックス作品における活躍

### スーパーロボット大戦シリーズ
スーパーロボット大戦J
同作が初登場した『スーパーロボット大戦J』では、『マジンカイザー』の兜甲児らマジンガーチームや主人公の紫雲統夜と同じ学校に通っていた。また、機械獣軍団や木星トカゲと戦う、甲児達を否定的な目で見ていたが、戦いに巻き込まれたことで見直す。その後は主人公部隊の母艦の1つナデシコに乗艦するようになる。
スーパーロボット大戦W
陣代高校に兜甲児らマジンガーチームやゲッターチームが転校してくる。中盤敵に拉致され、救出されそうになるたびに別の組織に拉致され、最終的に助け出されたのは物語終盤であった。また、序盤に宗介がヒイロから助言を受けたように、リリーナから助言を受けている。
なお、スーパーロボット大戦シリーズに登場した場合、登場作品の（地球産）ロボットの技術はウィスパードがもたらしたものとされているため、原作での知識以外に次元連結システムなどの知識も持っている。
Another Century's Episode:R
個別の作品世界から惑星エリアに集まったため、スーパーロボット大戦シリーズのように多数の作品世界が混ざり合っていないにもかかわらず、別の作品世界の知識（太陽の翼やギアスの力）などの知識も持っている。
原作でその知識を狙われ拉致される、もしくはされそうになるため、これらクロスオーバー作品では上記のように様々な作品の組織に拉致され、終盤近くに助けられるということが続いている。
　第3次スーパーロボット大戦Z 時獄篇・天獄篇

## 評価
『このライトノベルがすごい!』女性キャラクター部門では2008年版で5位を獲得している。